# Piper PA-25 Pawnee
Piper PA-25 Pawnee — американский лёгкий сельскохозяйственный самолёт. Используется для авиационных химических работ, также как буксировщик планеров. Выпускался предприятием Piper Aircraft в 1959—1982 гг. С 1998 года права на производство самолёта переданы аргентинскому предприятию Latino Americana de Aviación S.A.

## Разработка, конструкция самолёта
Piper PA-25 Pawnee был разработан конструктором Fred Weick как специализированный самолёт для авиахимработ. В конструкцию изначально закладывалась значительная прочность и простота обслуживания. Самолёт представляет собой одноместный моноплан нормальной аэродинамической схемы с трехстоечным неубирающимся шасси с хвостовым колесом. Рама самолёта — сварная из стальных труб, обшивка — тканевая. Конструкция рассчитывалась на безопасное разрушение при ударе о землю, что может случаться при полёте на малых высотах, типичном для авиационных химических работ.
Поздние модели — Pawnee D — оснащались крыльевыми баками на внешних частях крыла.
Самолёт мог перевозить механика на дополнительном сидении, расположенном в ёмкости с химикатами.

## Лётно-технические характеристики
Экипаж: 1
Запас химикатов: 545 или 568 литров.
Длина: 7.55 м
Размах крыльев: 11.02 м
Высота: 2.19 м
Площадь крыльев: 17.0 m²
Вес (пустой): 662 кг
Вес (максимальный взлётный): 1,317 кг
Силовая установка: 1 x ПД Lycoming O-540-B2B5, мощность 235 л. с.
Максимальная скорость: 188 км/ч
Дальность: 500 км